# 杜克大學圖書館

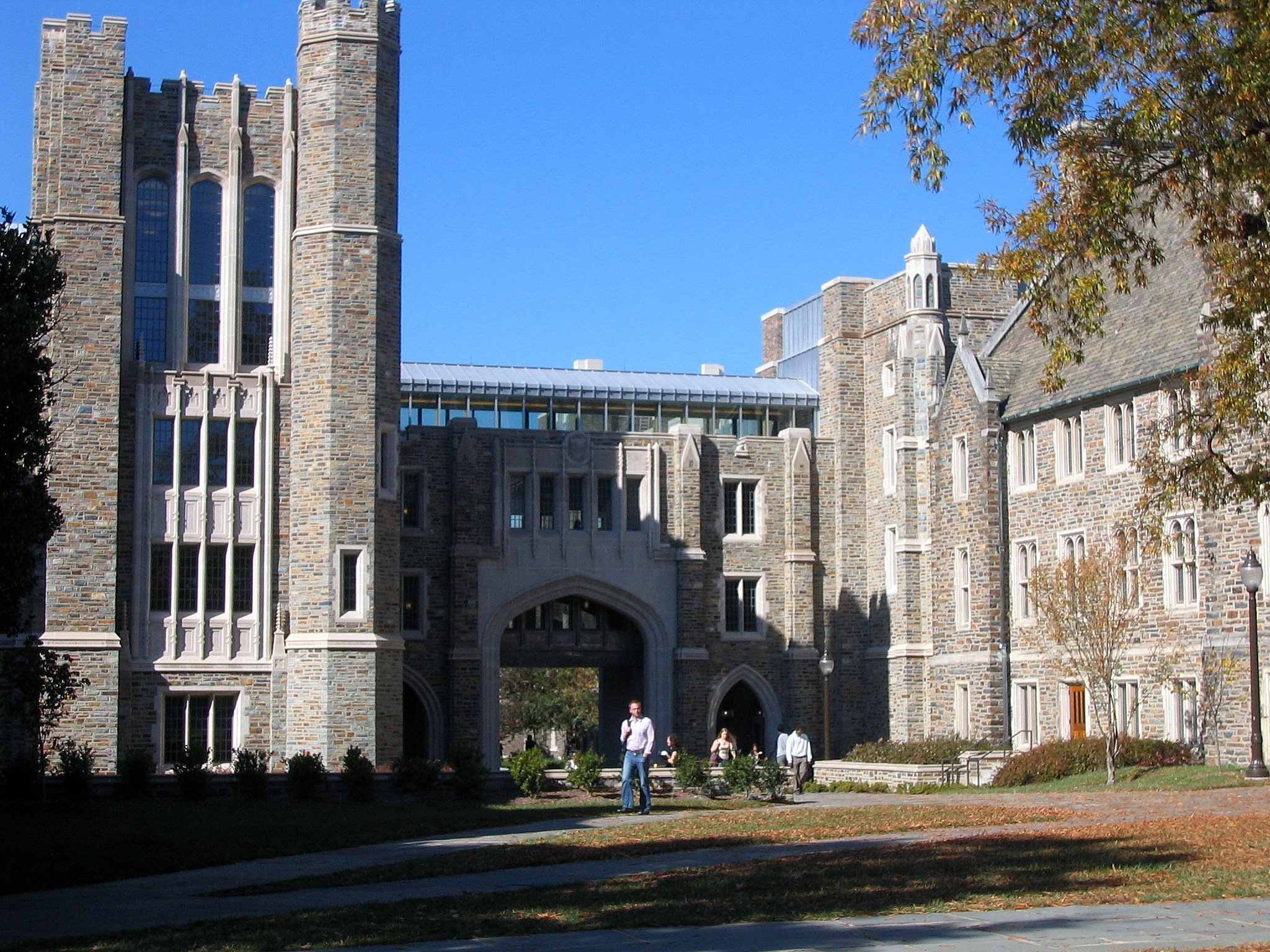

杜克大學圖書館（Duke University Libraries）是美國杜克大學的圖書館系統，擁有超過600萬件的收藏資料。杜克大學圖書館包括6個分館。

## 外部連結
- 官方网站